# Милан Малбаша
Милан Малбаша (Горње Церање, код Бенковца, 1950-их) српски је глумац, комичар и имитатор.

## Биографија
Рођен је 1950-их у селу Горње Церање, код Бенковца. Средњу школу завршио је у Бенковцу. Милан Малбаша се бави глумом, писањем сценарија и режијом, а познат је као комичар и имитатор. Глумом се озбиљније почео бавити током 1980-их, причом о Поморавцу. Свој први велики наступ имао је у Ћуприји, гдје је дошао на позив предсједника општине. Све текстове за своје наступе увијек је сам писао. Осим писањем скечева и позоришних комада, бави се и писањем пјесама. Такође, као композитор и текстописац, сарађивао је са Милом Делијом.
На почетку каријере, велику помоћ је имао од Милована Илића Минимакса. Познате су његове имитације политичара Јована Рашковића, Милана Мартића, Радована Караџића, Биљане Плавшић, Слободана Милошевића, Војислава Шешеља, Милана Панића, Фрање Туђмана, Алије Изетбеговића, музичара Томе Здравковића, Оливера Драгојевића, Ђорђија Перузовића, Леа Мартина, Оливере Катарине, Сеида Мемића Вајте, спортског новинара Владана Стојаковића и других. Такође, познат је по имитацијама локалних српских становника из области Сјеверне Далмације. У писању имитација, један дио каријере, помагао му је Миладин Берић.
Године 1993. неколико његових имитација појавило се на видео-касети Миле Делије и на видео-касети Баје Малог Книнџе. Током 1990-их издаје три видео-касете имитација. Једна касета је Приче из отаџбине, гдје опонаша говор и понашање локалног српског становништва Сјеверне Далмације. Гости на овој касети били су Јандрино јато и Здравко Буква (потоњи члан Тромеђе и Звукова Тромеђе). Друга видео-касета имитација јесте Весела буди, Крајино моја, на којој су приказане имитације политичара, музичара, спортских новинара итд. На овој касети, гости Милана Малбаше били су Милован Илић Минимакс, Баја Мали Книнџа и Бора Чорба. Редитељ је био Драгослав Лазић. Трећа видео-касета имитација јесте Састављање и растављање Југославије, на којој су приказане имитације политичара и становника из различитих крајева бивше Југославије. Редитељ је био Лазар Петровић.
Током 2000-их снимио је низ скечева за музичку кућу Реноме. Године 2008. и 2009. његове имитације су се нашле на компилацији крајишке музике у издању бијељинског Реномеа. Године 2010. глуми у представи Балкан, до голе коже, на позорници Камерног путујућег театра. Аутор је монодраме (трагикомедије)  Еее, животе, касније Еее, судбино, судбино, с којом 2015. наступа у Аустралији, а коју је режирао уз помоћ Николе Пејаковића и Лорана Прокоповића. Године 2022. игра са Александром Дунићем у дуодрами Патријарх Павле – Бити човек међу људима и нељудима, за коју је сценарио написао Јован Јањић, а режирао ју је Милан Рус, Представа је премијерно изведена 6. септембра 2022. у Српском народном позоришту у Будимпешти.
Као глумац, Милан Малбаша се појавио у неколико телевизијских серија, филмова и краткометражних филмова. Током каријере, Милан Малбаша је обишао готово цијели простор бивше Југославије, као и подручје Европе, Сјеверне Америке и Аустралије. Наступао је са Јовицом Пуповцем, Милом Делијом и другима. Почасни је члан Позоришта Пилипенда из Сиднеја.

### Лични и породични живот
Године 1990. био је члан СДС-а у Бенковцу. Један је од оснивача книнског позоришта. Током рата, тј. пет година, радио је за СРТВ Книн. На РТРС-у је радио седам година, а на БН телевизији шест година. Било му је нуђено да постане члан Народног позоришта Републике Српске, али је одлучио да оде за Србију.
До 1995. године живио је у Бенковцу, а потом је, након избјеглиштва, једно вријеме живио у Бањалуци, да би се на крају са породицом скрасио у Чортановцима код Инђије. Ожењен је и има двије ћерке. Ћерка Љепосава Малбаша оперски је пјевач – сопран.

## Улоге
| Год.     | Назив                                                          | Улога           |
| -------- | -------------------------------------------------------------- | --------------- |
| 1980-те  |                                                                |                 |
| 1980-их. | Поморавац                                                      |                 |
| 1990-те  |                                                                |                 |
| 1993.    | Приче из отаџбине                                              |                 |
| 1994.    | Весела буди, Крајино моја                                      |                 |
| 1996.    | Састављање и растављање Југославије                            |                 |
| 2000-те  |                                                                |                 |
| 2008.    | Приче из краја                                                 |                 |
| 2010-те  |                                                                |                 |
| 2010.    | Балкан до голе коже (комедија)                                 |                 |
| 2015.    | Еее, животе или Еее, судбино, судбино (монодрама)              | Јован Крајишник |
| 2020-те  |                                                                |                 |
| 2020.    | Добро јутро, комшија (ТВ серија)                               | Хипнотизер      |
| 2020.    | Срећан пут, комшија                                            | Продавач меда   |
| 2022.    | На маргини (кратак филм)                                       | Отац            |
| 2022.    | Патријарх Павле – Бити човек међу људима и нељудима (дуодрама) | Патријарх Павле |